# Mortes em 2006
Esta é uma relação de pessoas notáveis que morreram durante o ano de 2006, listando nome, nacionalidade, ocupação e ano de nascimento.

## Janeiro

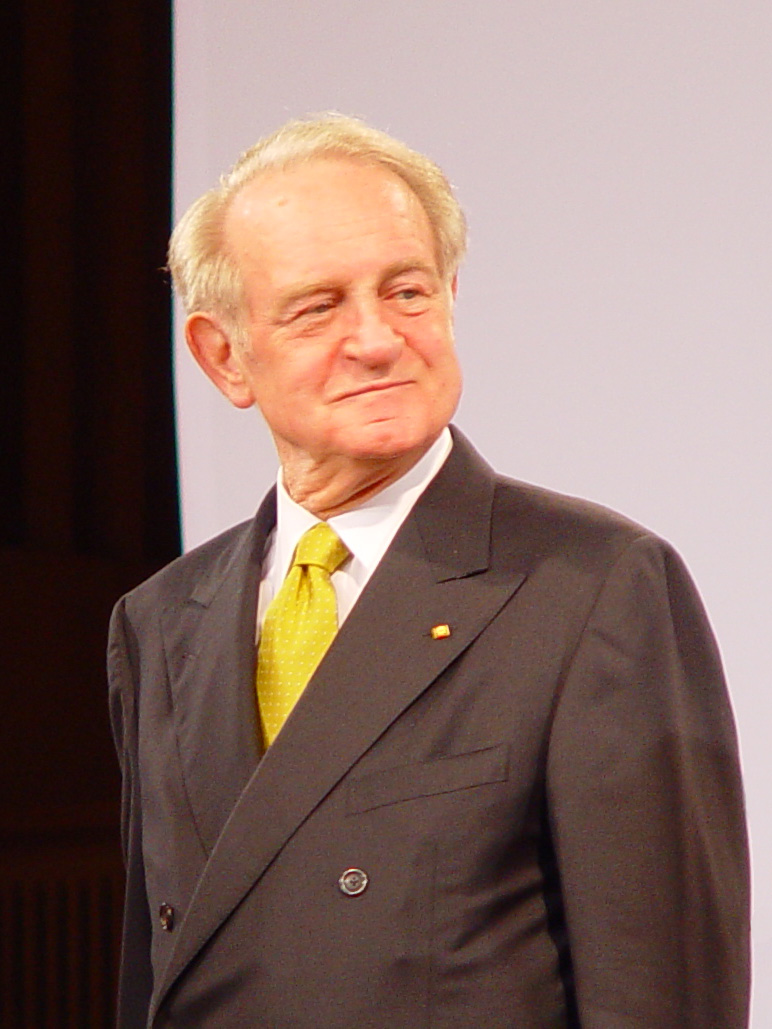
Johannes Rau, ex-presidente alemão.

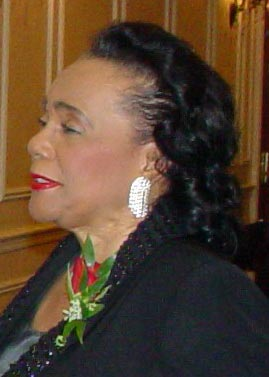
Coretta King, ativista americana.

| Dia | Nome                        | Profissão ou motivo de reconhecimento | Nacionalidade    | Ano de nasc. | Ref    |
| --- | --------------------------- | ------------------------------------- | ---------------- | ------------ | ------ |
| 1   | Mapita Cortés               | Atriz                                 | México           | 1939         | [ 1 ]  |
| 2   | Lidia Wysocka               | Atriz                                 | Polónia          | 1916         | [ 2 ]  |
| 2   | John Wojtowicz              | Criminoso                             | Estados Unidos   | 1948         | [ 3 ]  |
| 2   | Osa Massen                  | Atriz                                 | Dinamarca        | 1915         | [ 4 ]  |
| 3   | Cáceres Monteiro            | Jornalista                            | Portugal         | 1948         | [ 5 ]  |
| 3   | Robertinho do Acordeon      | Músico                                | Brasil           | 1939         | [ 6 ]  |
| 4   | Gretl Schörg                | Atriz                                 | Áustria          | 1914         | [ 7 ]  |
| 4   | Sophie Heathcote            | Atriz                                 | Austrália        | 1972         | [ 8 ]  |
| 4   | Lourdes Van-Dúnem           | Cantora                               | Angola           | 1935         | [ 9 ]  |
| 6   | Lou Rawls                   | Cantor                                | Estados Unidos   | 1933         | [ 10 ] |
| 7   | Alfred McMichael            | Futebolista                           | Irlanda do Norte | 1927         | [ 11 ] |
| 7   | Urano Bacelar               | Militar                               | Brasil           | 1947         | [ 12 ] |
| 8   | Elson Becerra               | Futebolista                           | Colômbia         | 1987         | [ 13 ] |
| 11  | Eric Namesnik               | Nadador                               | Estados Unidos   | 1970         | [ 14 ] |
| 14  | Shelley Winters             | Atriz                                 | Estados Unidos   | 1920         | [ 15 ] |
| 18  | Leonardo Ribeiro de Almeida | Político                              | Portugal         | 1924         | [ 16 ] |
| 19  | Anthony Franciosa           | Ator                                  | Estados Unidos   | 1928         | [ 17 ] |
| 19  | Wilson Pickett              | Cantor                                | Estados Unidos   | 1941         | [ 18 ] |
| 20  | Dave Lepard                 | Músico                                | Suécia           | 1980         | [ 19 ] |
| 21  | Ibrahim Rugova              | Político e escritor                   | Kosovo           | 1944         | [ 20 ] |
| 23  | Savino Guglielmetti         | Ginasta                               | Itália           | 1911         | [ 21 ] |
| 24  | Chris Penn                  | Ator                                  | Estados Unidos   | 1965         | [ 22 ] |
| 24  | Schafik Handal              | Político                              | El Salvador      | 1930         | [ 23 ] |
| 27  | Johannes Rau                | Político e jornalista                 | Alemanha         | 1931         | [ 24 ] |
| 30  | Coretta King                | Ativista                              | Estados Unidos   | 1927         | [ 25 ] |
| 31  | Moira Shearer               | Atriz                                 | Escócia          | 1926         | [ 26 ] |

## Fevereiro
| Dia | Nome                        | Profissão ou motivo de reconhecimento         | Nacionalidade  | Ano de nasc. | Ref    |
| --- | --------------------------- | --------------------------------------------- | -------------- | ------------ | ------ |
| 1   | Carlson Gracie              | Lutador                                       | Brasil         | 1933         | [ 27 ] |
| 1   | Roy Alon                    | Ator e dublê                                  | Reino Unido    | 1942         | [ 28 ] |
| 2   | Tales Alvarenga             | Jornalista                                    | Brasil         | 1944         | [ 29 ] |
| 3   | Al Lewis                    | Ator                                          | Estados Unidos | 1923         | [ 30 ] |
| 3   | Romano Mussolini            | Pintor e músico                               | Itália         | 1927         | [ 31 ] |
| 4   | Betty Friedan               | Feminista                                     | Estados Unidos | 1921         | [ 32 ] |
| 10  | J Dilla                     | Rapper e DJ                                   | Estados Unidos | 1974         | [ 33 ] |
| 11  | Nicolau Tuma                | Jornalista e político                         | Brasil         | 1911         | [ 34 ] |
| 10  | Fernando Pereira de Freitas | Jogador de basquete                           | Brasil         | 1934         | [ 35 ] |
| 11  | Reinhold Rau                | Biólogo                                       | África do Sul  | 1932         | [ 36 ] |
| 13  | Andreas Katsulas            | Ator                                          | Estados Unidos | 1946         | [ 37 ] |
| 17  | Jorge Mendonça              | Futebolista                                   | Brasil         | 1954         | [ 38 ] |
| 18  | Laurel Hester               | Policial e ativista                           | Estados Unidos | 1956         |        |
| 22  | Gisberta Salce Júnior       | Mulher trans, imigrante e trabalhadora sexual | Brasil         | 1961         | [ 39 ] |
| 23  | Said Mohamed Djohar         | Ex-presidente de seu país                     | Comores        | 1918         | [ 40 ] |
| 27  | Ferenc Bene                 | Futebolista                                   | Hungria        | 1944         | [ 41 ] |
| 28  | Owen Chamberlain            | Físico                                        | Estados Unidos | 1920         | [ 42 ] |

## Março

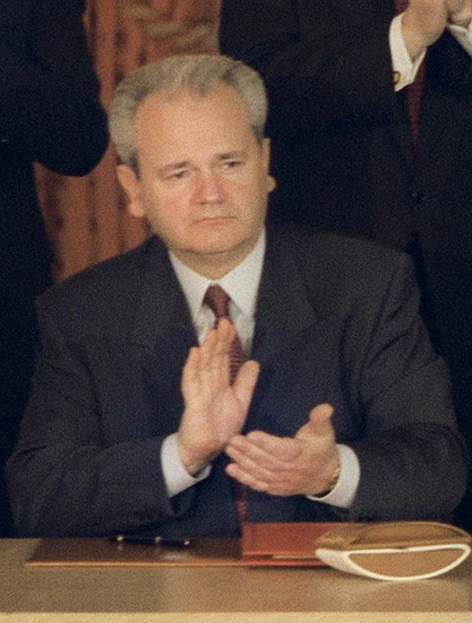
Slobodan Milosevic, ex-presidente sérvio.

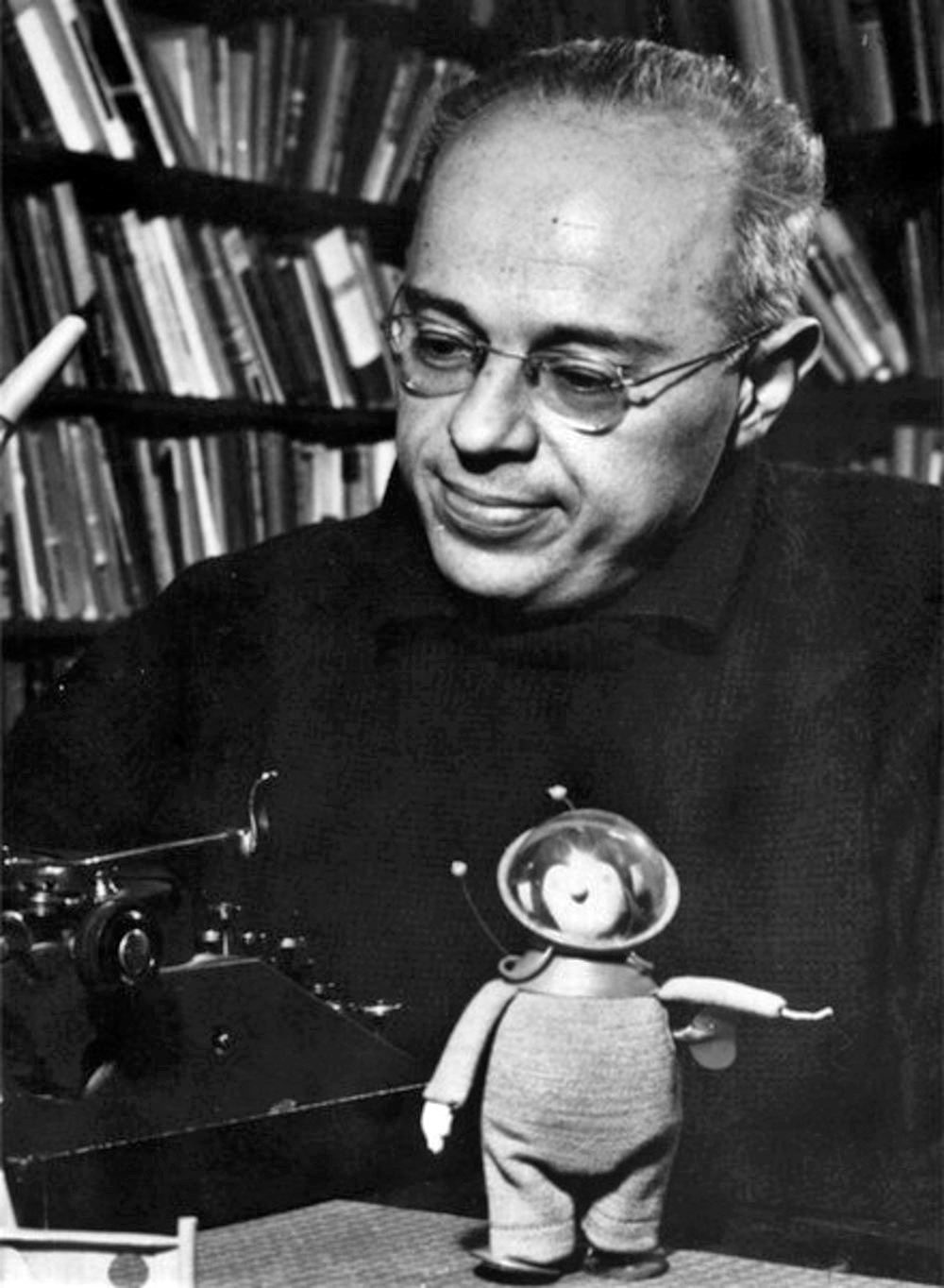
Stanisław Lem, escritor polonês.

| Dia | Nome                        | Profissão ou motivo de reconhecimento      | Nacionalidade  | Ano de nasc. | Ref    |
| --- | --------------------------- | ------------------------------------------ | -------------- | ------------ | ------ |
| 3   | Ataíde Patreze              | Apresentador de TV, empresário e socialite | Brasil         | 1941         | [ 43 ] |
| 4   | Roman Ogaza                 | Futebolista                                | Polónia        | 1952         |        |
| 6   | Newton da Matta             | Dublador                                   | Brasil         | 1946         | [ 44 ] |
| 11  | Slobodan Milošević          | Ex-presidente de seu país                  | Sérvia         | 1941         | [ 45 ] |
| 11  | Jesús Rollán                | Jogador de polo aquático                   | Espanha        | 1968         | [ 46 ] |
| 14  | Lennart Meri                | Político, escritor e cineasta              | Estónia        | 1929         | [ 47 ] |
| 18  | Nelson Dantas               | Ator                                       | Brasil         | 1927         | [ 48 ] |
| 18  | Anatoliy Puzach             | Futebolista e treinador                    | Ucrânia        | 1941         | [ 49 ] |
| 21  | José Ramos                  | Radialista                                 | Portugal       | 1954         |        |
| 21  | Bernard Lacoste             | Estilista                                  | França         | 1931         | [ 50 ] |
| 25  | Rocío Dúrcal                | Cantora                                    | Espanha        | 1944         | [ 51 ] |
| 26  | Ariclê Perez                | Atriz                                      | Brasil         | 1943         | [ 52 ] |
| 26  | Paul Dana                   | Piloto de automobilismo                    | Estados Unidos | 1975         | [ 53 ] |
| 27  | Stanisław Lem               | Escritor                                   | Polónia        | 1921         | [ 54 ] |
| 28  | Wanderley Magalhães Azevedo | Ciclista                                   | Brasil         | 1966         |        |

## Abril

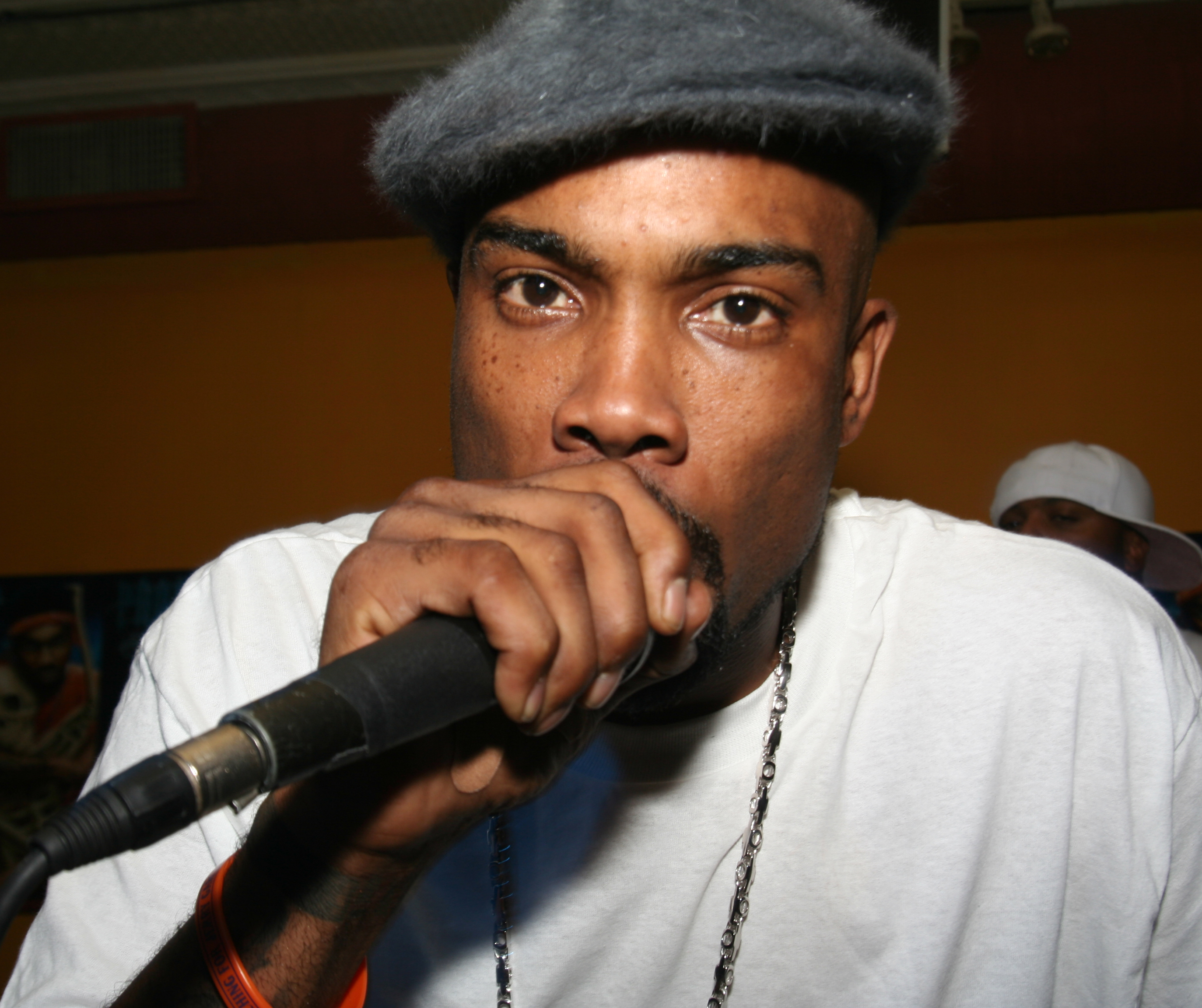
Proof, rapper americano.

| Dia | Nome                     | Profissão ou motivo de reconhecimento | Nacionalidade  | Ano de nasc. | Ref    |
| --- | ------------------------ | ------------------------------------- | -------------- | ------------ | ------ |
| 5   | Carequinha               | Palhaço                               | Brasil         | 1915         | [ 55 ] |
| 11  | Proof                    | Rapper                                | Estados Unidos | 1973         | [ 56 ] |
| 11  | Sergey Tereshchenkov     | Ciclista                              | Rússia         | 1938         |        |
| 14  | Miguel Reale             | Filósofo e jurista                    | Brasil         | 1910         | [ 57 ] |
| 16  | Francisco Adam           | Ator                                  | Portugal       | 1983         | [ 58 ] |
| 17  | Aloísio Sebastião Boeing | Sacerdote católico                    | Brasil         | 1913         | [ 59 ] |
| 21  | Telê Santana             | Futebolista e treinador               | Brasil         | 1931         | [ 60 ] |
| 24  | László Jeney             | Jogador de polo aquático              | Roménia        | 1923         |        |
| 24  | Yuval Ne'eman            | Físico e político                     | Israel         | 1925         |        |
| 29  | John Kenneth Galbraith   | Economista                            | Estados Unidos | 1908         | [ 61 ] |
| 30  | Jean-François Revel      | Filósofo e escritor                   | França         | 1924         | [ 62 ] |

## Maio

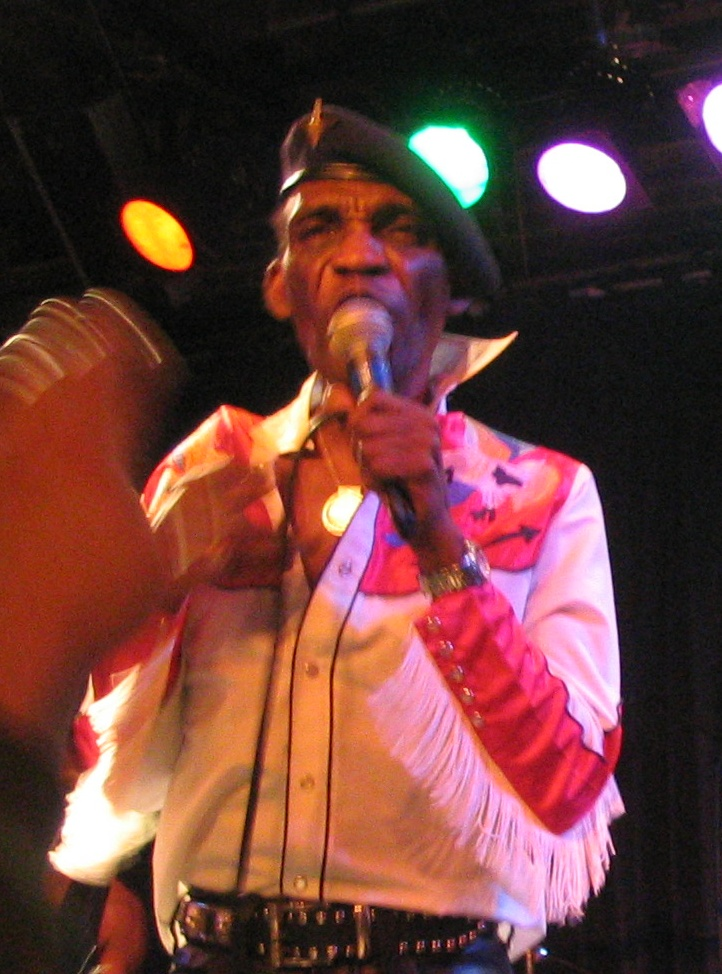
Desmond Dekker, cantor jamaicano.

| Dia | Nome                        | Profissão ou motivo de reconhecimento | Nacionalidade            | Ano de nasc. | Ref    |
| --- | --------------------------- | ------------------------------------- | ------------------------ | ------------ | ------ |
| 3   | Karel Appel                 | Pintor e escultor                     | Países Baixos            | 1921         | [ 63 ] |
| 6   | Konstantin Beskov           | Futebolista e treinador               | Rússia                   | 1920         |        |
| 7   | Machiko Soga                | Atriz e dubladora                     | Japão                    | 1938         | [ 64 ] |
| 10  | Soraya                      | Cantora                               | Estados Unidos/ Colômbia | 1969         | [ 65 ] |
| 19  | Vítor Negrete               | Alpinista                             | Brasil                   | 1967         | [ 66 ] |
| 23  | Lloyd Bentsen               | Político                              | Estados Unidos           | 1921         | [ 67 ] |
| 24  | Anderson Mazoka             | Político                              | Zâmbia                   | 1946         | [ 68 ] |
| 25  | Desmond Dekker              | Cantor e compositor                   | Jamaica                  | 1941         | [ 69 ] |
| 26  | Édouard Michelin            | Engenheiro                            | França                   | 1963         | [ 70 ] |
| 27  | Dino 7 Cordas               | Violonista                            | Brasil                   | 1918         | [ 71 ] |
| 27  | Alex Toth                   | Cartunista                            | Estados Unidos           | 1928         | [ 72 ] |
| 27  | Fernando Romeo Lucas García | Militar e político                    | Guatemala                | 1924         | [ 73 ] |
| 29  | Johnny Servoz-Gavin         | Automobilista                         | França                   | 1942         |        |
| 30  | Daniel Herz                 | Jornalista                            | Brasil                   | 1954         | [ 74 ] |

## Junho

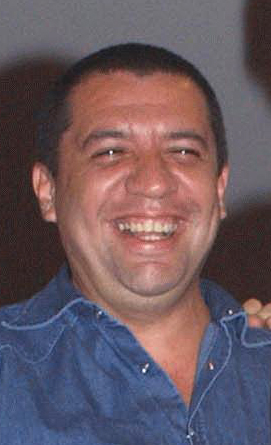
Bussunda, humorista brasileiro.

| Dia | Nome                    | Profissão ou motivo de reconhecimento    | Nacionalidade  | Ano de nasc. | Ref    |
| --- | ----------------------- | ---------------------------------------- | -------------- | ------------ | ------ |
| 1   | Rocío Jurado            | Cantora                                  | Espanha        | 1946         | [ 75 ] |
| 4   | Rodrigo Netto           | Músico                                   | Brasil         | 1977         | [ 76 ] |
| 6   | Billy Preston           | Cantor e compositor                      | Estados Unidos | 1946         | [ 77 ] |
| 7   | John Tenta              | Lutador profissional                     | Estados Unidos | 1963         |        |
| 8   | Fiori Giglioti          | Radialista                               | Brasil         | 1928         | [ 78 ] |
| 9   | Orson Knapp Miller      | Micologista                              | Estados Unidos | 1930         |        |
| 12  | José Leite Lopes        | Físico                                   | Brasil         | 1918         | [ 79 ] |
| 17  | Bussunda                | Humorista                                | Brasil         | 1962         | [ 80 ] |
| 23  | Aaron Spelling          | Produtor de televisão, realizador e ator | Estados Unidos | 1923         | [ 81 ] |
| 27  | Ángel Maturino Reséndiz | Serial killer                            | México         | 1959         |        |

## Julho

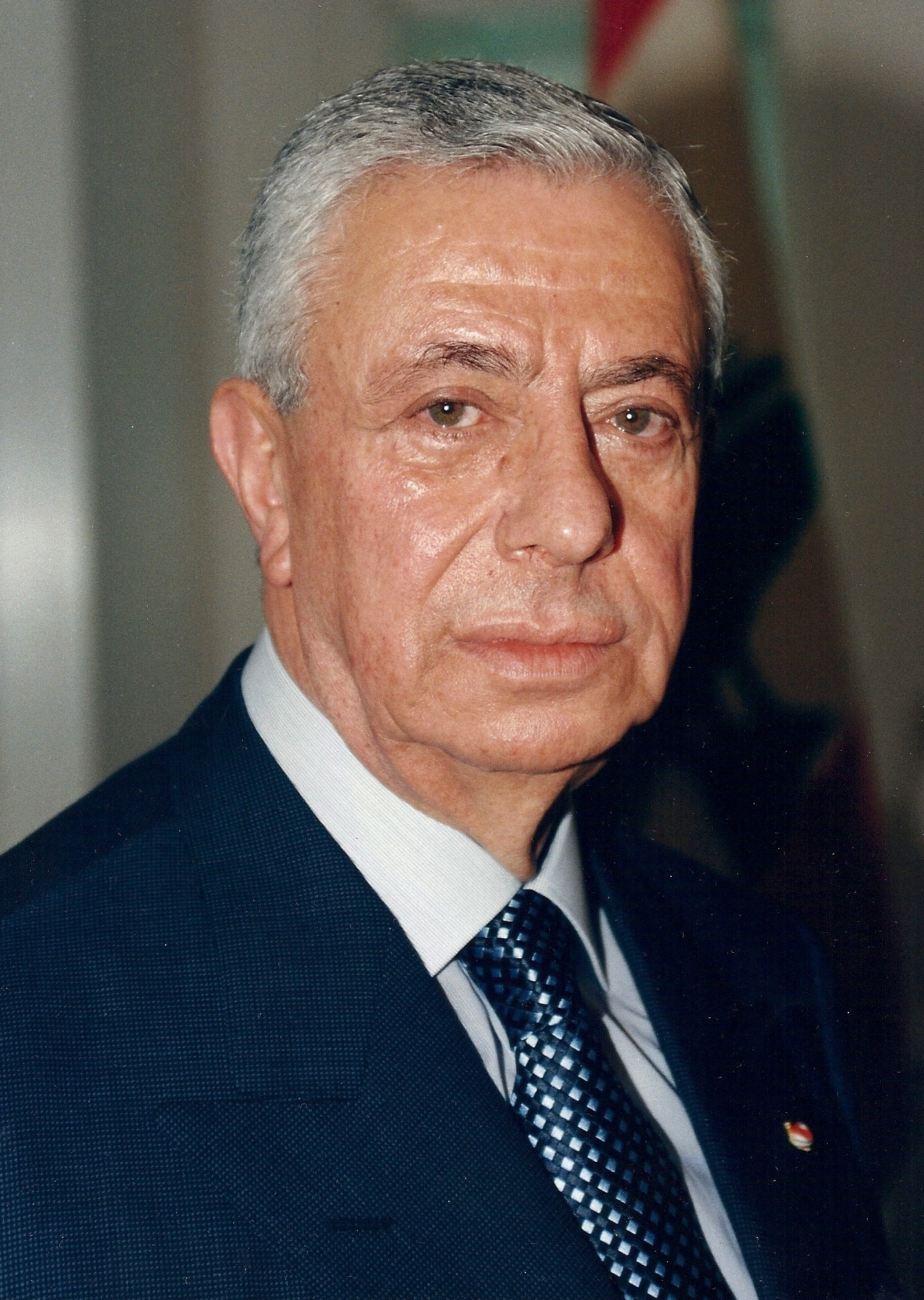
Elias Hrawi, ex-presidente libanês.

Syd Barrett, cantor britânico.

| Dia | Nome                     | Profissão ou motivo de reconhecimento | Nacionalidade  | Ano de nasc. | Ref    |
| --- | ------------------------ | ------------------------------------- | -------------- | ------------ | ------ |
| 1   | Ryutaro Hashimoto        | Ex-primeiro-ministro                  | Japão          | 1937         | [ 82 ] |
| 2   | Tihomir Ognjanov         | Futebolista                           | Sérvia         | 1927         |        |
| 3   | Lars Korvald             | Ex-primeiro-ministro                  | Noruega        | 1916         | [ 83 ] |
| 5   | Kenneth Lay              | Empresário                            | Estados Unidos | 1948         | [ 84 ] |
| 6   | Kasey Rogers             | Atriz                                 | Estados Unidos | 1925         | [ 85 ] |
| 7   | Elias Hrawi              | Ex-presidente de seu país             | Líbano         | 1925         | [ 86 ] |
| 7   | Syd Barrett              | Músico                                | Inglaterra     | 1946         | [ 87 ] |
| 10  | Shamil Basayev           | Político e líder guerrilheiro         | Rússia         | 1965         | [ 88 ] |
| 10  | Randal Juliano           | Jornalista                            | Brasil         | 1925         | [ 89 ] |
| 18  | Raul Cortez              | Ator, diretor e produtor              | Brasil         | 1932         | [ 90 ] |
| 22  | Gianfrancesco Guarnieri  | Ator e dramaturgo                     | Brasil         | 1934         | [ 91 ] |
| 26  | Vinicius Gageiro Marques | Músico                                | Brasil         | 1989         |        |
| 29  | Guido Daccò              | Automobilista                         | Itália         | 1942         |        |
| 29  | Pierre Vidal-Naquet      | Historiador                           | França         | 1930         | [ 92 ] |

## Agosto

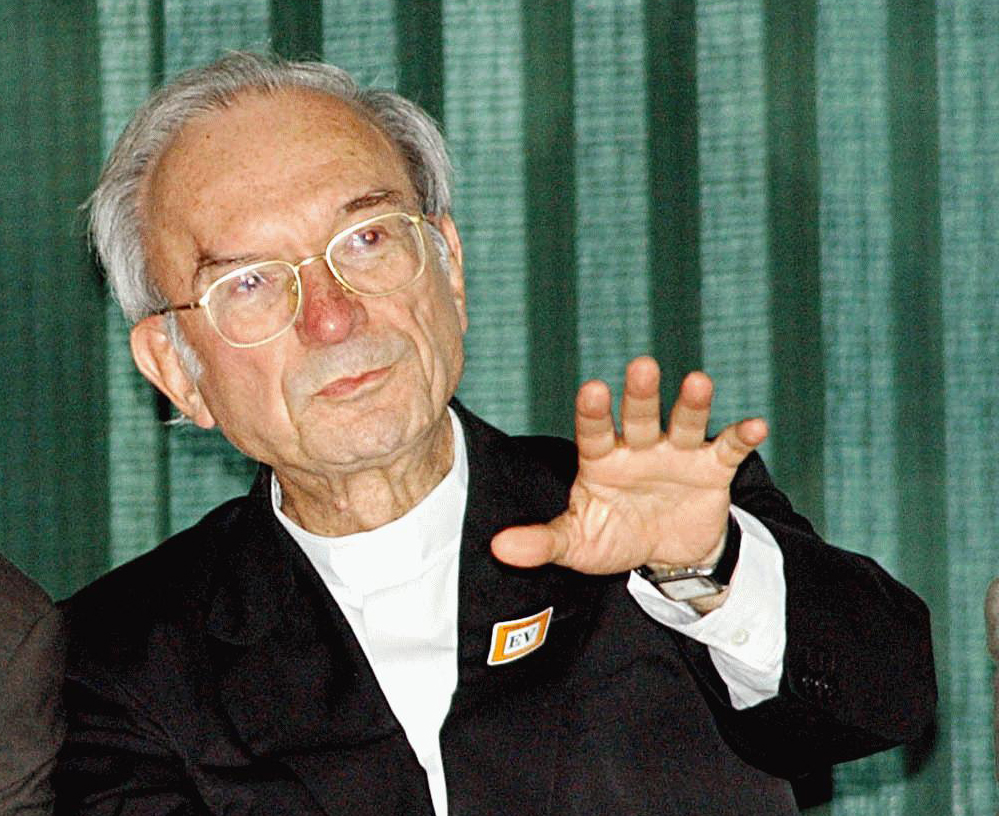
Luciano Mendes de Almeida, religioso brasileiro.

| Dia | Nome                      | Profissão ou motivo de reconhecimento | Nacionalidade  | Ano de nasc. | Ref     |
| --- | ------------------------- | ------------------------------------- | -------------- | ------------ | ------- |
| 1   | Bob Thaves                | Cartunista                            | Estados Unidos | 1924         | [ 93 ]  |
| 2   | Ferenc Szusza             | Futebolista e treinador               | Hungria        | 1923         |         |
| 3   | Arthur Lee                | Músico e compositor                   | Estados Unidos | 1945         | [ 94 ]  |
| 6   | Moacir Santos             | Músico e compositor                   | Brasil         | 1926         | [ 95 ]  |
| 9   | James Van Allen           | Físico                                | Estados Unidos | 1914         | [ 96 ]  |
| 10  | Irving São Paulo          | Ator                                  | Brasil         | 1964         | [ 97 ]  |
| 13  | Tony Jay                  | Dublador                              | Inglaterra     | 1933         | [ 98 ]  |
| 13  | Jon Nödtveidt             | Músico                                | Suécia         | 1975         | [ 99 ]  |
| 14  | Bruno Kirby               | Ator                                  | Estados Unidos | 1949         | [ 100 ] |
| 16  | Alfredo Stroessner        | Ex-presidente de seu país             | Paraguai       | 1912         | [ 101 ] |
| 19  | Óscar Míguez              | Futebolista                           | Uruguai        | 1927         | [ 102 ] |
| 20  | Joe Rosenthal             | Fotógrafo                             | Estados Unidos | 1911         | [ 103 ] |
| 21  | Eduardo Viana             | Dirigente esportivo                   | Brasil         | 1939         | [ 104 ] |
| 23  | Wolfgang Priklopil        | Criminoso                             | Áustria        | 1962         | [ 105 ] |
| 23  | Ed Warren                 | Investigador paranormal e autor       | Estados Unidos | 1926         | [ 106 ] |
| 23  | Maynard Ferguson          | Músico                                | Canadá         | 1928         | [ 107 ] |
| 27  | Luciano Mendes de Almeida | Religioso                             | Brasil         | 1930         | [ 108 ] |
| 27  | María Ester de Capovilla  | Supercentenária                       | Equador        | 1889         | [ 109 ] |
| 28  | Ed Benedict               | Desenhista                            | Estados Unidos | 1912         | [ 110 ] |
| 30  | Glenn Ford                | Ator                                  | Estados Unidos | 1916         | [ 111 ] |
| 31  | Mike Magill               | Ator                                  | Estados Unidos | 1916         |         |

## Setembro

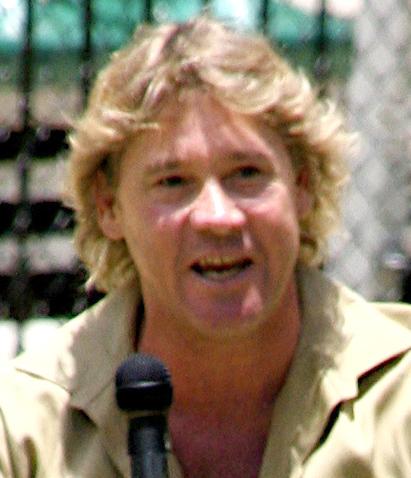
Steve Irwin, naturalista australiano.

| Dia | Nome                  | Profissão ou motivo de reconhecimento | Nacionalidade           | Ano de nasc. | Ref     |
| --- | --------------------- | ------------------------------------- | ----------------------- | ------------ | ------- |
| 2   | Bob Mathias           | Decatleta, ator e político            | Estados Unidos          | 1930         | [ 112 ] |
| 4   | Steve Irwin           | Apresentador de TV e naturalista      | Austrália               | 1962         | [ 113 ] |
| 4   | Giacinto Facchetti    | Futebolista                           | Itália                  | 1942         | [ 114 ] |
| 10  | Renée Gumiel          | Bailarina                             | França                  | 1913         | [ 115 ] |
| 10  | Taufa'ahau Tupou IV   | Monarca                               | Tonga                   | 1918         | [ 116 ] |
| 11  | Joachim Fest          | Historiador                           | Alemanha                | 1926         | [ 117 ] |
| 14  | Paulo Marques         | Político e radialista                 | Brasil                  | 1948         | [ 118 ] |
| 14  | Mickey Hargitay       | Ator e fisiculturista                 | Estados Unidos/ Hungria | 1947         |         |
| 15  | Rodney Gomes          | Dublador e ator                       | Brasil                  | 1936         | [ 119 ] |
| 16  | Mário Teixeira Gurgel | Religioso                             | Brasil                  | 1921         | [ 120 ] |
| 20  | Dean Wooldridge       | Engenheiro aeroespacial               | Estados Unidos          | 1913         |         |
| 29  | Jan Werner Danielsen  | Cantor                                | Noruega                 | 1976         | [ 121 ] |

## Outubro

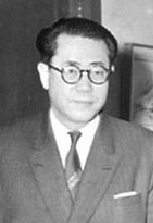
Choi Kyu-hah, ex-presidente sul-coreano.

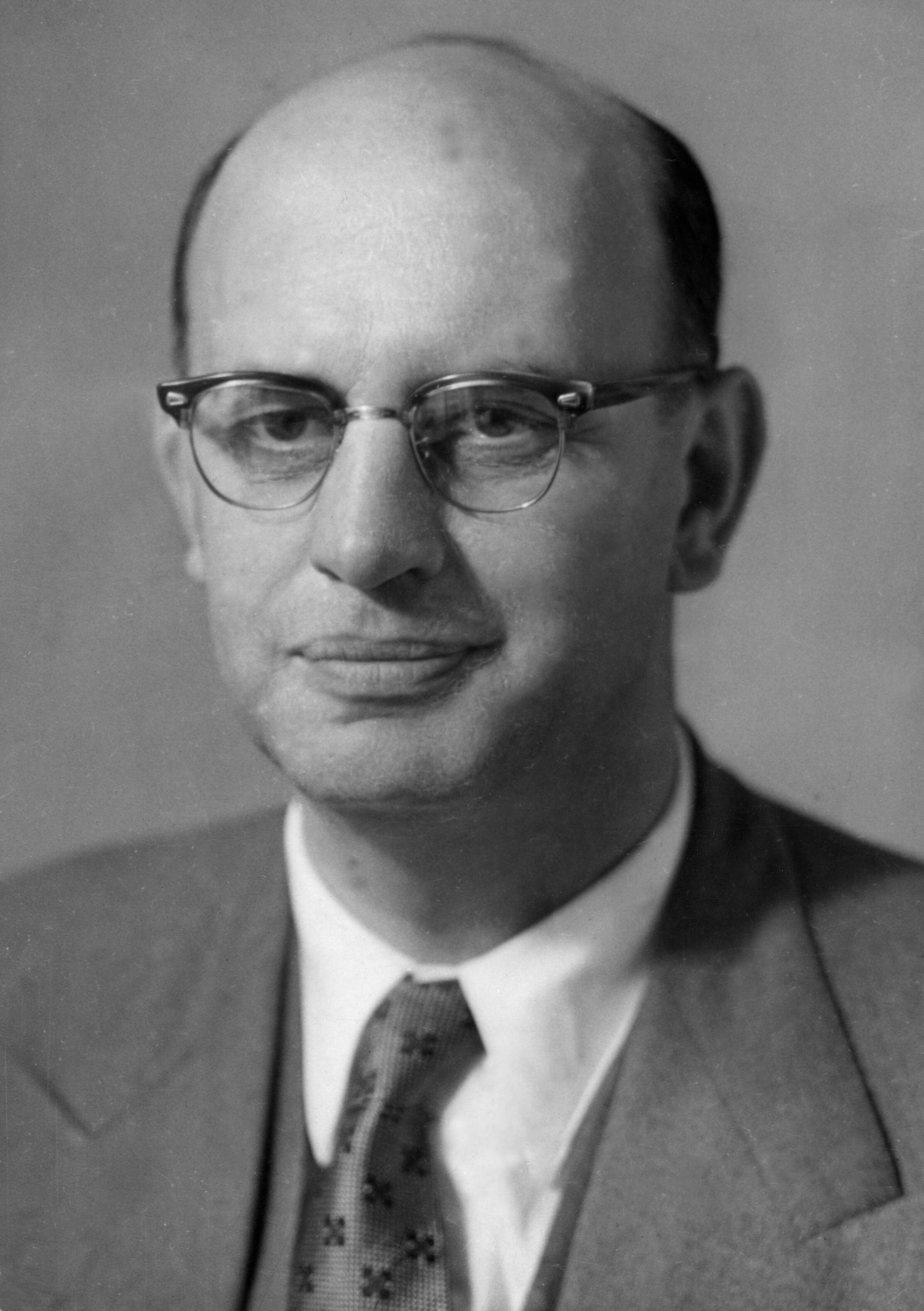
PW Botha, ex-presidente sul-africano.

Carlo Acutis, beato.

| Dia | Nome                  | Profissão ou motivo de reconhecimento | Nacionalidade  | Ano de nasc. | Ref     |
| --- | --------------------- | ------------------------------------- | -------------- | ------------ | ------- |
| 3   | Peter Norman          | Atleta                                | Austrália      | 1942         | [ 122 ] |
| 7   | Anna Politkovskaia    | Jornalista                            | Rússia         | 1958         | [ 123 ] |
| 10  | Michael Rogers        | Ornitólogo                            | Reino Unido    | 1932         |         |
| 11  | Cory Lidle            | Jogador de beisebol                   | Estados Unidos | 1972         | [ 124 ] |
| 12  | Eugène Martin         | Automobilista                         | França         | 1915         |         |
| 12  | Gillo Pontecorvo      | Cineasta                              | Itália         | 1972         | [ 125 ] |
| 12  | Carlo Acutis          | Beato                                 | Reino Unido    | 1991         |         |
| 17  | Sandra Regina Machado | Política                              | Brasil         | 1964         | [ 126 ] |
| 21  | Juan de Ávalos        | Escultor                              | Espanha        | 1911         |         |
| 21  | Sandy West            | Musicista                             | Reino Unido    | 1959         |         |
| 22  | Choi Kyu-hah          | Ex-presidente de seu país             | Coreia do Sul  | 1919         | [ 127 ] |
| 22  | Bruno Lauzi           | Cantor, compositor e escritor         | Itália         | 1937         | [ 128 ] |
| 23  | Lebo Mathosa          | Cantora                               | África do Sul  | 1977         | [ 129 ] |
| 26  | Rogério Duprat        | Músico                                | Brasil         | 1932         | [ 130 ] |
| 30  | Clifford Geertz       | Antropólogo                           | Estados Unidos | 1926         |         |
| 31  | Pieter Willem Botha   | Ex-presidente de seu país             | África do Sul  | 1916         | [ 131 ] |

## Novembro

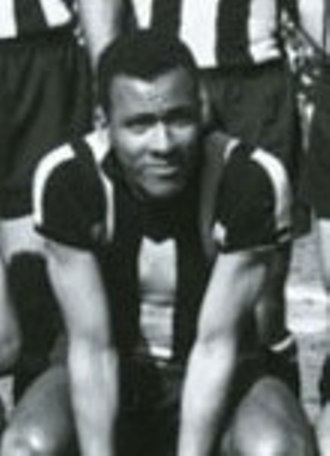
Alberto Spencer, futebolista equatoriano.

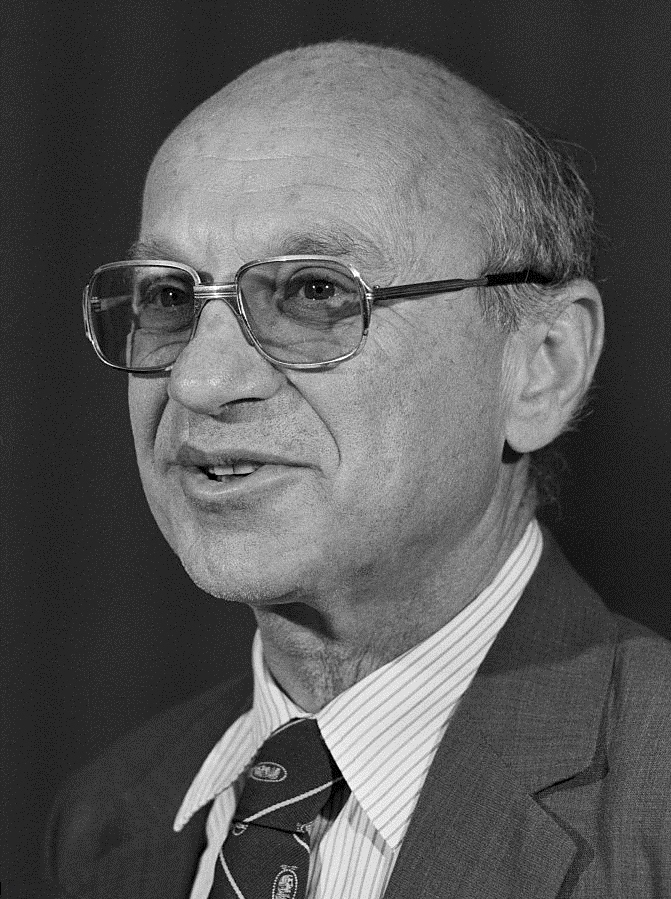
Milton Friedman, economista estadunidense.

| Dia | Nome                          | Profissão ou motivo de reconhecimento | Nacionalidade  | Ano de nasc. | Ref     |  |
| --- | ----------------------------- | ------------------------------------- | -------------- | ------------ | ------- |  |
| 1   | Adrienne Shelly               | Atriz                                 | Estados Unidos | 1966         | [ 132 ] |  |
| 1   | Silvio Varviso                | Maestro                               | Suíça          | 1924         | [ 133 ] |  |
| 3   | Alberto Spencer               | Futebolista                           | Equador        | 1937         | [ 134 ] |  |
| 4   | Alaíde Lisboa                 | Pedagoga e escritora                  | Brasil         | 1944         | [ 135 ] |  |
| 4   | Sergi López Segú              | Futebolista                           | Espanha        | 1967         | [ 136 ] |  |
| 5   | Pietro Rava                   | Futebolista                           | Itália         | 1916         | [ 137 ] |  |
| 5   | Óscar González                | Automobilista                         | Uruguai        | 1923         | [ 138 ] |  |
| 7   | Jean-Jacques Servan-Schreiber | Jornalista, ensaísta e político       | França         | 1924         | [ 139 ] |  |
| 8   | Basil Poledouris              | Compositor                            | Estados Unidos | 1945         | [ 140 ] |  |
| 9   | Ed Bradley                    | Jornalista                            | Estados Unidos | 1941         | [ 141 ] |  |
| 10  | Jack Palance                  | Ator                                  | Estados Unidos | 1919         | [ 142 ] |  |
| 10  | Fokko du Cloux                | Matemático e cientista da computação  | Países Baixos  | 1954         |         |  |
| 10  | Maurice Floquet               | Supercentenário                       | França         | 1894         | [ 143 ] |  |
| 10  | Gerald Levert                 | Cantor                                | Estados Unidos | 1966         | [ 144 ] |  |
| 14  | Ana Carolina Reston           | Modelo                                | Brasil         | 1985         | [ 145 ] |  |
| 16  | Milton Friedman               | Economista                            | Estados Unidos | 1912         | [ 146 ] |  |
| 17  | Ferenc Puskás                 | Futebolista e treinador               | Hungria        | 1927         | [ 147 ] |  |
| 17  | Ramez Tebet                   | Advogado e político                   | Brasil         | 1936         | [ 148 ] |  |
| 20  | Zoia Ceaușescu                | Matemática                            | Roménia        | 1949         | [ 149 ] |  |
| 21  | Pierre Amine Gemayel          | Político                              | Líbano         | 1972         | [ 150 ] |  |
| 23  | Alexander Litvinenko          | Espião                                | Rússia         | 1962         | [ 151 ] |  |
| 25  | Valentín Elizalde             | Cantor                                | México         | 1979         | [ 152 ] |  |
| 26  | Dave Cockrum                  | Desenhista                            | Estados Unidos | 1943         | [ 153 ] |  |
| 26  | Mário Cesariny                | Escritor e pintor                     | Portugal       | 1923         | [ 154 ] |  |

## Dezembro

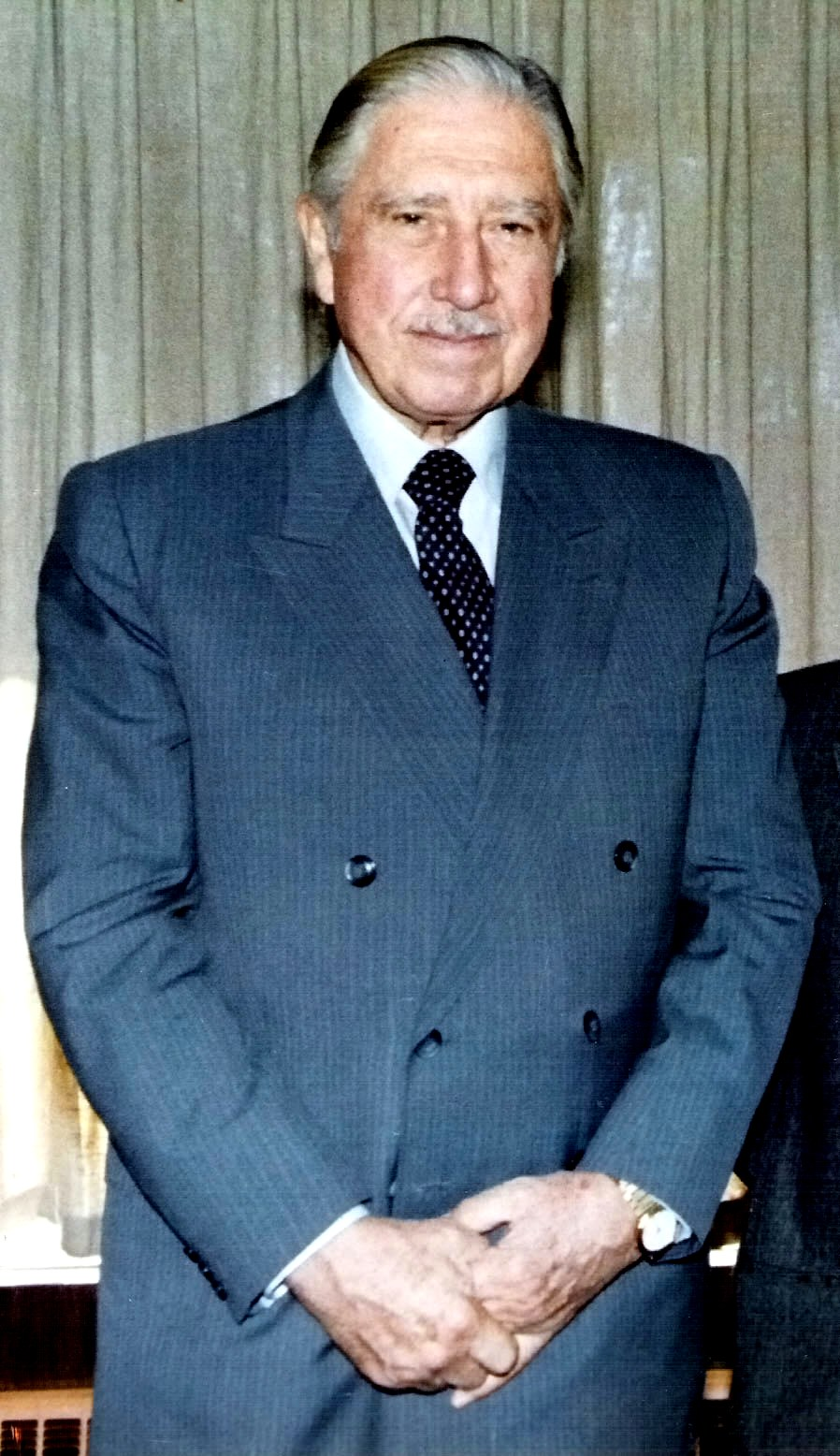
Augusto Pinochet, ex-presidente chileno.

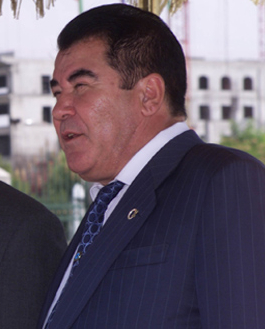
Saparmurat Niyazov, presidente turquemeno.

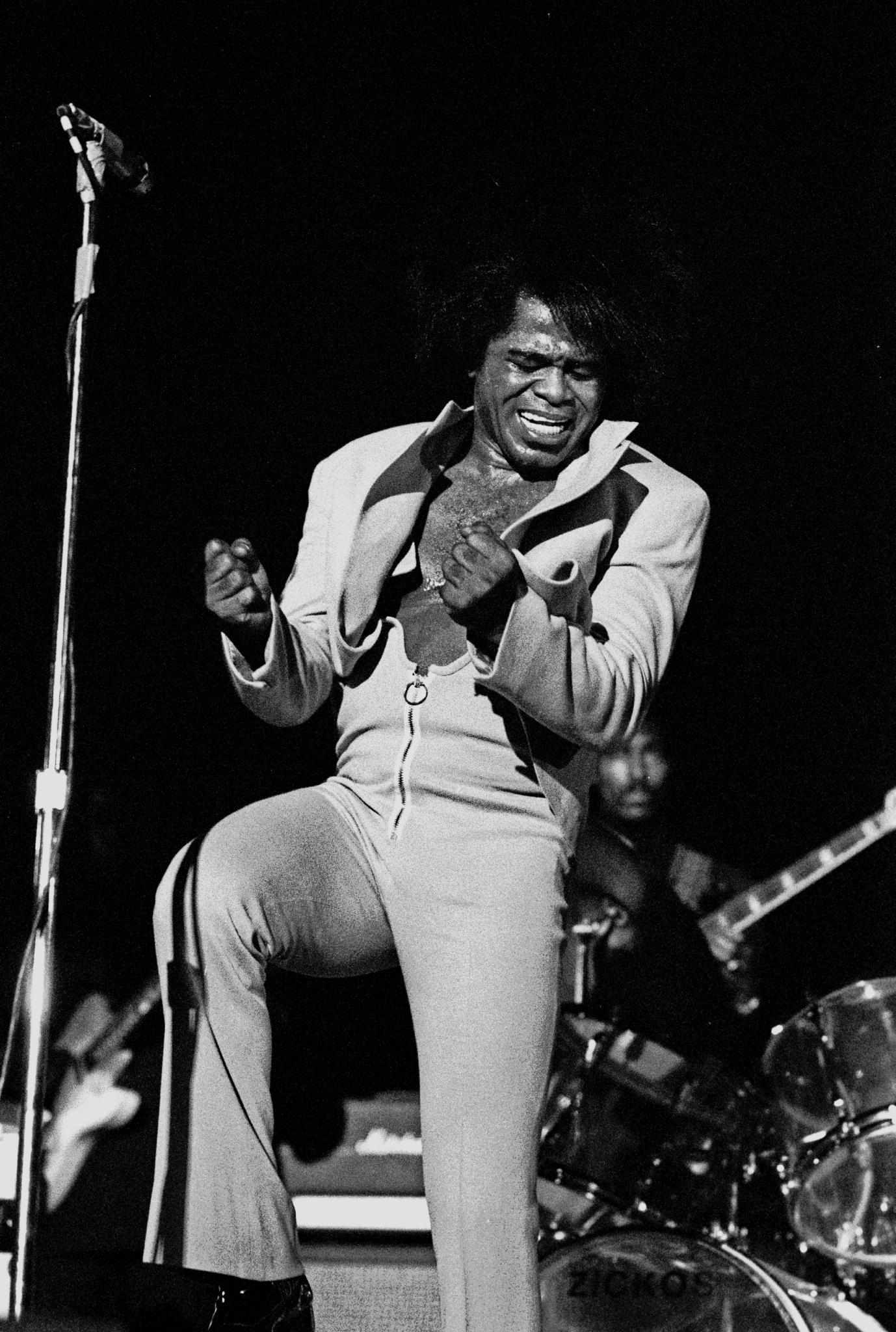
James Brown, cantor americano.

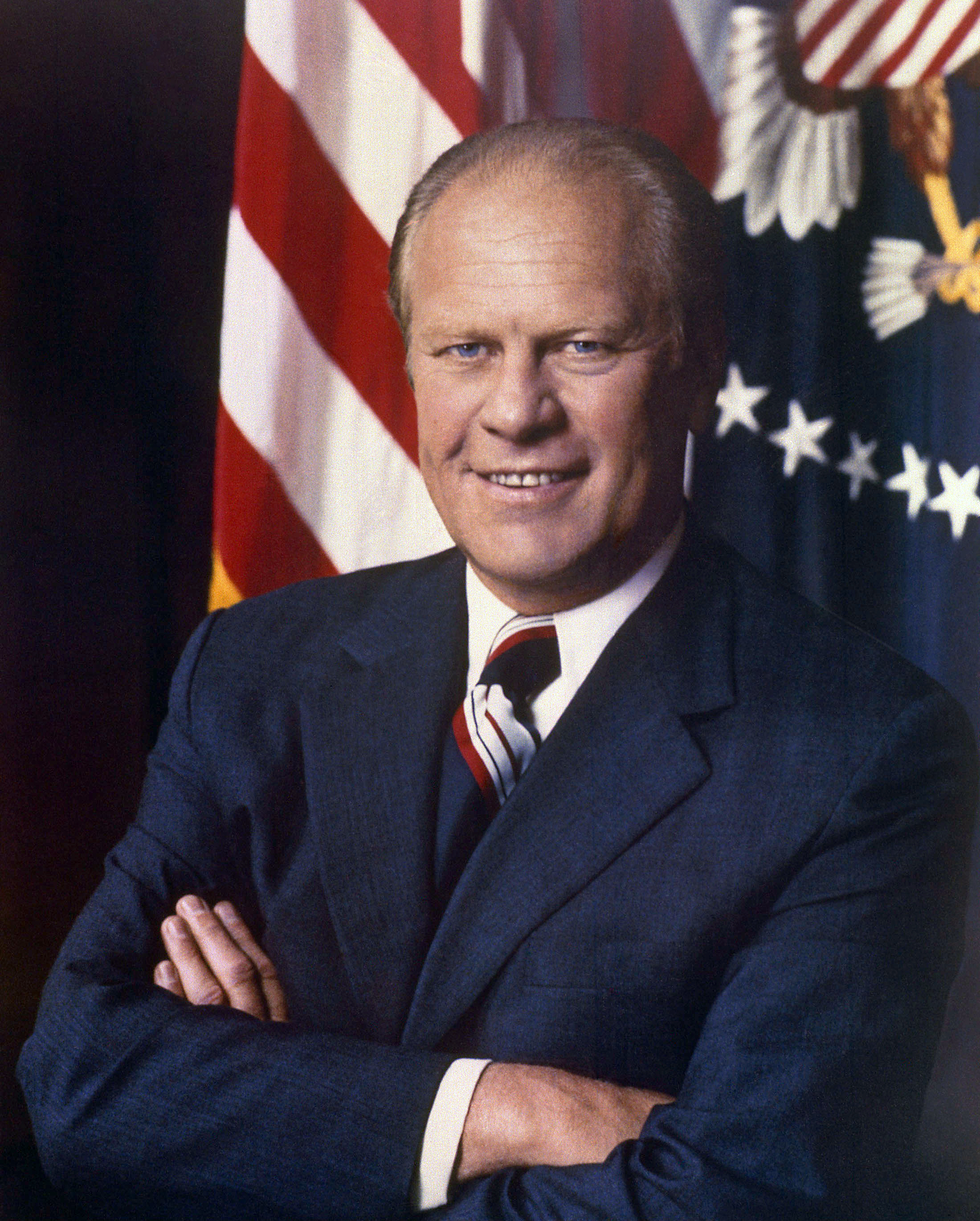
Gerald Ford, ex-presidente americano.

Saddam Hussein, ex-presidente iraquiano.

| Dia | Nome                      | Profissão ou motivo de reconhecimento | Nacionalidade  | Ano de nasc. | Ref     |
| --- | ------------------------- | ------------------------------------- | -------------- | ------------ | ------- |
| 1   | Claude Jade               | Atriz                                 | França         | 1948         | [ 155 ] |
| 4   | Len Sutton                | Automobilista                         | Estados Unidos | 1925         |         |
| 4   | Joseph Ki-Zerbo           | Historiador e político                | Burquina Fasso | 1922         |         |
| 10  | Augusto Pinochet          | Ex-presidente de seu país             | Chile          | 1915         | [ 156 ] |
| 10  | Salvatore Pappalardo      | Religioso                             | Itália         | 1918         | [ 157 ] |
| 13  | Lamar Hunt                | Dirigente esportivo                   | Estados Unidos | 1932         | [ 158 ] |
| 14  | Sivuca                    | Músico e compositor                   | Brasil         | 1930         | [ 159 ] |
| 18  | Joseph Barbera            | Cartunista                            | Estados Unidos | 1911         | [ 160 ] |
| 21  | Rogério Oliveira da Costa | Futebolista                           | Brasil         | 1976         | [ 161 ] |
| 21  | Saparmyrat Nyýazow        | Presidente de seu país                | Turquemenistão | 1940         | [ 162 ] |
| 24  | João de Barro             | Compositor                            | Brasil         | 1907         | [ 163 ] |
| 25  | James Brown               | Cantor e compositor                   | Estados Unidos | 1933         | [ 164 ] |
| 26  | Gerald Ford               | Ex-presidente de seu país             | Estados Unidos | 1913         | [ 165 ] |
| 30  | Saddam Hussein            | Ex-presidente de seu país             | Iraque         | 1937         | [ 166 ] |